# Mount Wood (Palmerland)
Mount Wood ist ein 1230 m hoher Berg an der Orville-Küste des westantarktischen Ellsworthlands. Er ragt westlich des Gardner Inlet und 24 km westlich des Mount Austin auf.
Teilnehmer der US-amerikanischen Ronne Antarctic Research Expedition (1947–1948) entdeckten ihn. Der Expeditionsleiter Finn Ronne benannte den Berg nach Ernest Albert Wood Jr. (1924–1999), Maschinist auf dem Schiff Port of Beaumont, Texas bei dieser Forschungsreise.